# Nikolaj Heinrich
Nikolaj Steffen Filippus Markus Heinrich (* 26. Januar 1938 in Kangillermiut) ist ein grönländischer Politiker und Fischer.

## Leben
Nikolaj Heinrich war der Sohn des Jägers Julius Lars Paulus Kornelius Heinrich (1904–1965) und seiner Frau Birgitte Medea Louise Dorthea Berthelsen (1904–1981). Die Eltern seines Vaters stammten aus der Herrnhuter Brüdergemeine. Nikolaj Heinrich heiratete am 26. November 1961 Cecilie (* 1941). Aus der Ehe ging die Opernsängerin Ida Heinrich (1979–2019) hervor. Über seine jüngere Schwester Suso Heinrich (1942–2021) ist er der Onkel des Historikers und Diplomaten Jens Heinrich (* 1973).
Nikolaj Heinrich wurde in seiner Jugend zum Fischer ausgebildet, besuchte die Skipperschule und wurde beruflich Fischer. 1979 wurde er Hauptverwaltungsmitglied der Fischer- und Jägerorganisation KNAPK, deren Vorsitzender er 1981 wurde. 1989 wurde Pavia Nielsen sein Nachfolger als Vorsitzender der KNAPK. Er war ein bedeutender Mitwirkender beim Aufbau der Trawlerfischerei in Grönland.
1975 trat er als erster Vertreter für Ulrik Rosing für die KNAPK bei der Wahl zu Grønlands Landsråd an. 1979 trat er für die Siumut zur ersten Wahl zum Inatsisartut an, scheiterte aber an Lars Emil Johansen, Thue Christiansen und Moses Olsen. Im selben Jahr war er noch Vertreter von Finn Lynge bei der Europawahl 1979 und der Folketingswahl 1979. Bei der Parlamentswahl 1983 scheiterte er an Lars Emil Johansen, Moses Olsen und Hans Pavia Rosing. Im Februar 1987 gründete er die Partei Issittup Partiia. Die Partei trat bei der Parlamentswahl 1987 drei Monate später an und Nikolaj Heinrich konnte erstmals ins Inatsisartut einziehen. Zur Wahl 1991 trat er erneut an und erhielt ein weiteres Mal den einzigen Parlamentssitz der Partei. 1993 trat er zur Kommunalwahl für die Gemeinde Nuuk an, konnte aber keinen Sitz erzielen. Zur Parlamentswahl 1995 trat seine Partei nicht mehr an. Stattdessen forderte er die Wähler der Issittup Partiia auf, stattdessen für die Atassut zu stimmen. Für diese trat er schließlich auch selbst an, konnte allerdings nicht erneut den Einzug ins Parlament feiern. Bei der Wahl 1999 trat er nach 16 Jahren wieder für die Siumut an, blieb aber erfolglos. Bei der Parlamentswahl 2005 kandidierte er nochmal erfolglos. Im selben Jahr war er zum Mitglied des Rats der Gemeinde Nuuk gewählt worden. Nach dem Tod von Agnethe Davidsen wurde er 2007 überraschend Bürgermeister der Gemeinde, die Ende 2008 aufgelöst und durch die neue Kommuneqarfik Sermersooq ersetzt wurde. Mit 70 Jahren wurde er auch in deren Kommunalrat gewählt. Bei der Kommunalwahl 2013 erreichte er nur noch den vierten Nachrückerplatz. Anschließend beendete er seine politische Karriere.
Am 5. September 2003 erhielt er den Nersornaat in Silber.